# Stade de Luxembourg
Pour les articles homonymes, voir Stade national.
Le stade de Luxembourg (en luxembourgeois : Stadion vu Lëtzebuerg) est un stade de football et de rugby à XV situé à Luxembourg, entre le ban de Gasperich et la localité de Kockelscheuer, au Luxembourg. Il a pour clubs résidents les équipes nationales de football et de rugby à XV du grand-duché et a remplacé le vétuste stade Josy-Barthel.
La construction du stade devait initialement avoir lieu entre août 2017 et octobre 2019, mais de nombreux retards et la crise sanitaire liée au Covid-19 ont repoussé la fin du chantier en septembre 2021, et permettent au grand-duché de se doter d'un stade moderne répondant aux normes UEFA et World Rugby, d'une capacité de 9 385 places. L'édifice est classé en catégorie 4 par l'UEFA, lui permettant de recevoir des matches internationaux. Les nombreux retards ont repoussé l'organisation du premier match, d'abord en mars 2021 puis finalement au 1er septembre 2021.

## Histoire

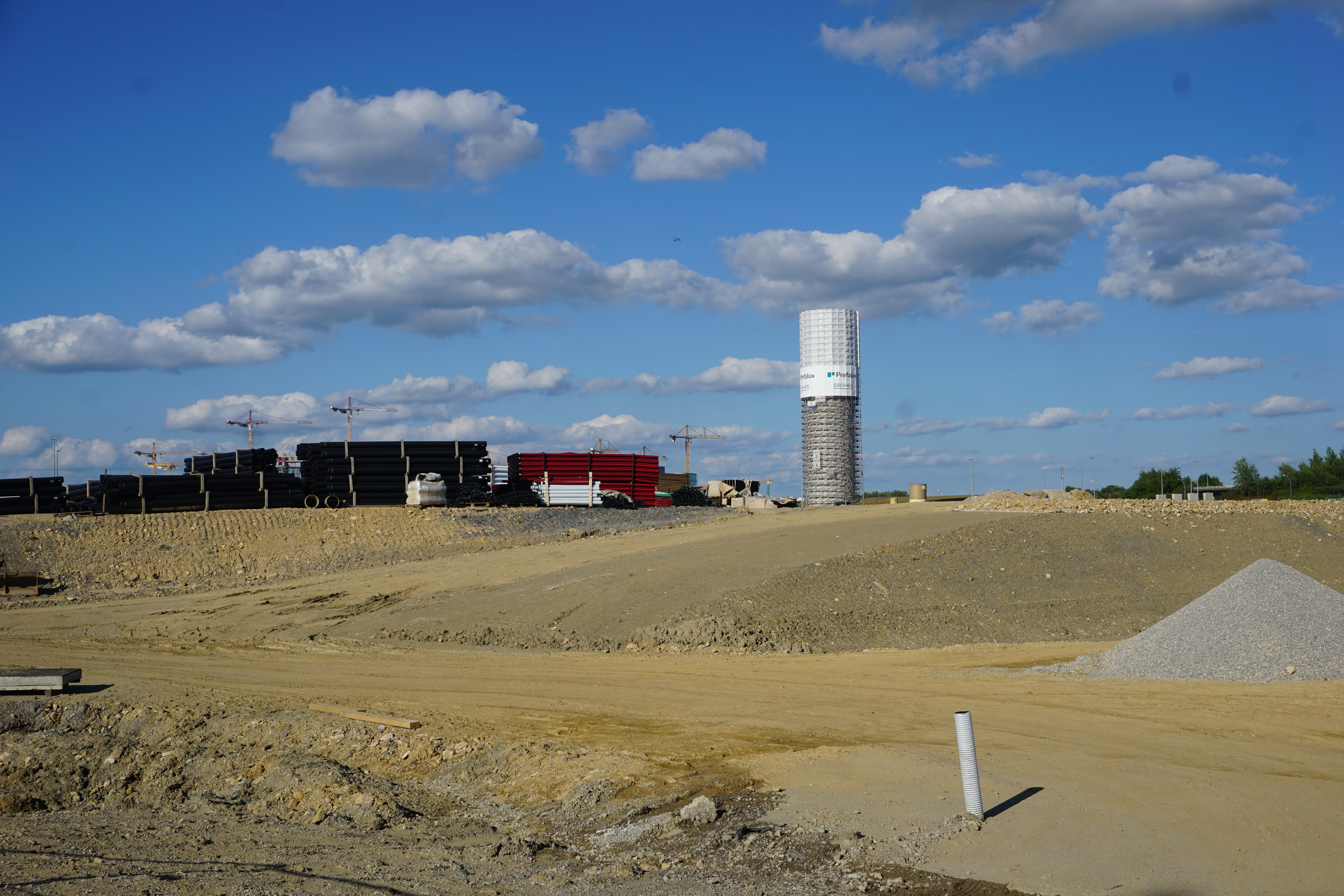
Le chantier de terrassement en août 2017. En arrière-plan, les grues du chantier du quartier du ban de Gasperich.

La construction d'un nouveau stade de football et de rugby à XV a pour objectif de remplacer le stade Josy-Barthel, inauguré en 1931 et rénové entre 1989 et 1990, jugé rustique et vétuste.
En juillet 2011, un projet est présenté aux habitants de Livange, une localité de la commune de Roeser : un stade de dix mille places intégré dans une zone commerciale accueillant des magasins d'usine ainsi qu'un vélodrome pour un coût total de 250 millions d'euros dont 20 à 25 millions pour le seul stade. Ce projet est très critiqué par le parti écologiste Déi Gréng qui le qualifie de « démesuré pour le Luxembourg ». La cure d'austérité instaurée par le gouvernement la même année enterre ce projet, remplacé dans l'immédiat, selon des annonces faites en novembre 2012 par une rénovation du stade existant, sous peine de voir les Roud Léiwen exclus en 2014 de toute compétition internationale, faute de disposer d'un stade aux normes UEFA.
Le projet de nouveau stade revient sur le devant de la scène en septembre 2013 avec un coût annoncé à entre 30 et 40 millions d'euros. Michel Platini, alors président de l'UEFA, va jusqu'à déclarer à propos du stade Josy-Barthel qu'il a « rarement vu un stade aussi pourri »,.
En février 2014, une étape importante est franchie pour le nouveau projet avec le choix du site où sera implanté le stade : le long de l'autoroute A6 entre Kockelscheuer et le ban de Gasperich, au terminus de la future ligne de tramway. Il est aussi annoncé que la rénovation du stade Josy-Barthel est définitivement abandonnée et qu'il sera démoli une fois la nouvelle structure inaugurée, et que le stade accueillera aussi l'équipe du Luxembourg de rugby à XV.
Les appels d'offres sont lancés en juin 2014, 25 dossiers sont reçus dont cinq répondants aux exigences. Le lauréat est choisi en septembre 2014 : il s'agit du consortium entre les architectes allemand Gerkan, Marg und Partner, en collaboration avec les architectes luxembourgeois BENG Associés Architectes. La construction sera quant à elle assurée par les sociétés allemandes Schlaich Bergermann Partner (de) et ZWP et luxembourgeoises TR Engineering et Luxautec. Le vainqueur du concours doit présenter d'ici avril 2015 un plan directeur puis présenter son projet en septembre, le plan précise que le chantier doit débuter en janvier 2017 pour s'achever fin 2018 ou début 2019. Le projet est estimé à 35 millions d'euros, répartis entre le grand-duché (70 %) et la ville de Luxembourg (30 %).
L'avant-projet sommaire est officiellement présenté en juillet 2015 : le stade aura une capacité de 9 595 places et répondra aux normes UEFA de catégorie 4 et aux normes World Rugby (anciennement IRB). Le coût du stade a doublé par rapport aux précédentes annonces, il est désormais estimé à 58,16 millions d'euros (38,93 millions d'euros pour le ministère des Sports et 19,23 millions pour la capitale), plus 4,91 millions destinés à viabiliser un terrain voisin et 1,49 million pour la déviation provisoire du chemin repris 186 qu'occasionnera le chantier, soit un coût global avoisinant les 65 millions d'euros.
En juillet 2016, un renchérissement d'un million d'euros du projet est annoncé, en raison d'un décalage de la date de début des travaux de janvier à mai 2017 pour une livraison en octobre 2019, en raison de modifications demandées par la Fédération luxembourgeoise de football et la police grand-ducale, cette dernière demandant l'installation de caméras de vidéosurveillance ; le parking souterrain est quant à lui abandonné pour des questions de coût.
Le conseil communal de la ville de Luxembourg approuve à l'unanimité la construction du stade le 5 décembre 2016. Le stade, dont le coût alors annoncé de 61,1 millions d'euros, aura une jauge de 9 385 places et disposera d'une pelouse hybride.
Les terrassements du futur stade débutent en mars 2017. La construction du stade débute le 21 août 2017. La cérémonie officielle du premier coup de pelle a eu lieu le 18 septembre 2017, en présence de la bourgmestre Lydie Polfer.
En juin 2018, le gros œuvre est achevé à 70 % ; la facture du stade seul est alors annoncée à 60,4 millions d'euros, dont 40 millions seront remboursés par l'État. Le gros œuvre et le toit sont achevés en janvier 2019, toujours dans l'objectif de voir le stade accueillir ses premiers matches en octobre 2019. La pelouse est posée en mars ou avril 2019, afin de laisser le délai de six mois pour qu'elle puisse s'enraciner dans de bonnes conditions et d'inaugurer le stade à la date prévue.
Le chantier a été stoppé durant la pandémie de Covid-19 puis a pris du retard en raison des finitions ou même des réserves des officiels de l'UEFA venus inspecter le stade début 2021 notamment sur le réseau informatique, la vidéo surveillance et les systèmes d'incendie. Le coût final du chantier devrait s'élever à 76,7 millions d'euros.

## Controverses
Initialement, l'hypothèse de reprendre celui de Josy Barthel, actuellement donné au stade éponyme, a été évoqué en 2015. En décembre 2018, une pétition déposée sur le site internet de la Chambre des députés demande que le stade porte le nom de l'ancien footballeur Louis Pilot, considéré commune une figure marquante du football au grand-duché. En février 2019, la ville affirme qu'aucun naming ne sera effectué pour ce stade.
Le nom officiel du stade fut révélé lors d'une conférence de presse en juillet 2020. Il portera le nom de « stade de Luxembourg ». Immédiatement après la révélation du nom, de multiples plaintes de la part de supporters, journalistes et de la population locale surgissaient concernant l'usage d'un nom exclusivement francophone ainsi qu'un manque d'originalité concernant l'appellation du stade. Une pétition fut même déposée à la Chambre des députés luxembourgeoise pour changer le nom du stade en utilisant un nom plus créatif et en langue luxembourgeoise,,.
Une autre controverse concerne l'oubli de certains équipements dans la conception du stade, notamment de la cabine du speaker, une sorte de « cabane de jardin » en bois a été installé dans un angle du stade afin de pallier cet oubli.

## Structure et équipements
Le stade a une forme rectangulaire et ne comprend pas de piste d'athlétisme, il est entouré par quatre tribunes couvertes sur un seul niveau, au vu de la relative faible capacité du stade, fermant entièrement la structure. Les façades extérieures comprennent des éléments triangulaires qui sont éclairés de nuit. Les tribunes intégrent des loges, des espaces VIP et un parking souterrain de 159 places pour ces derniers, conformément aux exigences de l'UEFA. Outre le sous-sol, où se situe aussi les vestiaires notamment, le stade compte un rez-de-chaussée accueillant sanitaires et kiosques de restauration, un 1er étage accueillant le business club et un 2e étage accueillant les salles techniques.
Le stade occupe un site de 21,4 ha qui intégrera aussi, outre le parc relais de près de 2 000 places et les stations de tramway et d'autobus qui seront situés à l'ouest du stade, un bâtiment administratif et des bâtiments techniques pour le service des sports de la capitale, qui sont situés à l'est du stade.
Le stade a une jauge de 9 385 places assises en configuration normale, et jusqu'à 15 000 places en configuration concert, bien qu'il ne peut accueillir que des événements de faible envergure et ne peut pas être équipé d'une scène,. Le stade aura une pelouse hybride adaptée aux différents événements et matches prévus dans l'enceinte.

## Environnement
Le stade est situé au sud de Luxembourg, sur la partie de la section de Kockelscheuer située sur le territoire communal de la capitale grand-ducale, le long de l'autoroute A6, à l'ouest de l'échangeur de la croix de Gasperich et juste à l'est du pont qui permet à la route nationale 4 de franchir l'autoroute sur un terrain anciennement occupé par des terres agricoles. La configuration des lieux changera de façon considérable avec la construction du boulevard de Kockelscheuer (lb) où passera le tramway qui marquera son terminus Cloche-d'Or à côté du stade, et verra la construction d'un parc relais de 2 000 places juste en face, ainsi que la reconfiguration complète de l'actuel carrefour entre la nationale 4 et le chemin repris 185 puisque le futur boulevard y débouchera. Le stade sera aussi desservi par les autobus de la ville de Luxembourg.

## Utilisation du stade
Initialement, les premiers matches, en octobre et novembre 2019, devaient être des matches éliminatoires de l'Euro 2020.
Les retards du chantier, et notamment du parking dont la construction a débuté en septembre 2020, repoussent le premier match prévu au 1er septembre 2021, avec un match officiel contre l'Azerbaïdjan en éliminatoires de la Coupe du monde de football 2022. Deux matchs tests ont été organisés en juillet 2021 avec des jeunes de l'école de football de la Fédération luxembourgeoise de football (FLF).